# اسماعيلي السفلي (اسماعيلي كرمان)
اسماعیلي السفلی (بالفارسية: اسماعیلی سفلی) هي قرية تقع في إيران في ناحية إسماعيلي. يقدر عدد سكانها بـ 1,601 نسمة .